# Ciclismo en los Juegos Olímpicos de Los Ángeles 1932
El ciclismo en los Juegos Olímpicos de Los Ángeles 1932 se realizó en dos instalaciones de la ciudad de Los Ángeles, entre el 1 y el 4 de agosto de 1932.
En total se disputaron en este deporte 6 pruebas diferentes (todas en la categoría masculina), repartidas en dos disciplinas ciclistas: 2 pruebas de ruta y 4 de pista. El programa se mantuvo sin cambios, como en la edición pasada.
Edgar Gray, que en los Juegos Olímpicos anteriores había conseguido la primera medalla en ciclismo para Australia al obtener el bronce en el kilómetro contrarreloj, logró la primera medalla de oro en ciclismo para Australia, batiendo el récord olímpico en la misma especialidad.

## Sedes
- Ciclismo en ruta – Circuito en la autovía Roosevelt Highway, con salida en Moorpark y llegada en Santa Mónica
- Ciclismo en pista – Estadio Rose Bowl

## Participantes
Participaron un total de 66 ciclistas, representando a 13 naciones diferentes:
| - Alemania (4) - Australia (1) - Canadá (7) - Dinamarca (6) - Estados Unidos (12) - Francia (8) - Hungría (1) | - Italia (10) - México (3) - Nueva Zelanda (1) - Países Bajos (2) - Reino Unido (7) - Suecia (4) |

## Medallistas

### Ciclismo en ruta
| Evento                         | Oro                                                                    | Plata                                                               | Bronce                                                         |
| ------------------------------ | ---------------------------------------------------------------------- | ------------------------------------------------------------------- | -------------------------------------------------------------- |
| Ruta individual (4 de agosto)  | Attilio Pavesi · Italia · 2:28:05,6                                    | Guglielmo Segato · Italia · 2:29:21,4                               | Bernhard Britz · Suecia · 2:29:45,2                            |
| Ruta por equipos (4 de agosto) | Attilio Pavesi · Guglielmo Segato · Giuseppe Olmo · Italia · 7:27:15,2 | Frode Sørensen · Leo Nielsen · Henry Hansen · Dinamarca · 7:38:50,2 | Bernhard Britz · Sven Höglund · Arne Berg · Suecia · 7:39:12,6 |

### Ciclismo en pista
| Evento                                | Oro                                                                                | Plata                                                                                    | Bronce                                                                                     |
| ------------------------------------- | ---------------------------------------------------------------------------------- | ---------------------------------------------------------------------------------------- | ------------------------------------------------------------------------------------------ |
| Velocidad individual (3 de agosto)    | Jacobus van Egmond · Países Bajos                                                  | Louis Chaillot · Francia                                                                 | Bruno Pellizzari · Italia                                                                  |
| Persecución por equipos (2 de agosto) | Marco Cimatti · Paolo Pedretti · Alberto Ghilardi · Nino Borsari · Italia · 4:25,9 | Amédée Fournier · René Le Grevès · Henri Mouillefarine · Paul Chocque · Francia · 4:54,4 | Ernest Johnson · William Harvell · Frank Southall · Charles Holland · Reino Unido · 4:58,2 |
| 1 km contrarreloj (1 de agosto)       | Edgar Gray · Australia · 1:13,0 RO                                                 | Jacques van Egmond · Países Bajos · 1:13,3                                               | Charles Rampelberg · Francia · 1:13,4                                                      |
| Tándem (3 de agosto)                  | Maurice Perrin · Louis Chaillot · Francia                                          | Ernest Chambers · Stanley Chambers · Reino Unido                                         | Harald Christensen · Willy Gervin · Dinamarca                                              |

## Medallero
| Núm. | País         | Oro | Plata | Bronce | Total |
| ---- | ------------ | --- | ----- | ------ | ----- |
| 1    | Italia       | 3   | 1     | 1      | 5     |
| 2    | Francia      | 1   | 2     | 1      | 4     |
| 3    | Países Bajos | 1   | 1     | 0      | 2     |
| 4    | Australia    | 1   | 0     | 0      | 1     |
| 5    | Dinamarca    | 0   | 1     | 1      | 2     |
| 5    | Reino Unido  | 0   | 1     | 1      | 2     |
| 7    | Suecia       | 0   | 0     | 2      | 2     |
|      | TOTAL        | 6   | 6     | 6      | 18    |